# Torneo WTA de Valencia 2024
El BBVA Open Internacional de Valencia 2024 fue un torneo de tenis profesional jugado en canchas de tierra batida. Se trató de la 4.ª edición del torneo que formó parte de los Torneos WTA 125s en 2024. Se llevó a cabo en Valencia, España, entre el 10 de junio al 16 de junio de 2024.

## Cabezas de serie

### Individuales
| Tenista                | Ranking | Preclasificada |
| Viktoriya Tomova       | 75      | 1              |
| Jéssica Bouzas Maneiro | 86      | 2              |
| Martina Trevisan       | 92      | 3              |
| Rebecca Šramková       | 101     | 4              |
| Renata Zarazúa         | 102     | 5              |
| Maria Timofeeva        | 105     | 6              |
| Marina Bassols         | 111     | 7              |
| Darja Semeņistaja      | 118     | 8              |

- Ranking del 27 de mayo de 2024.

### Dobles
| Tenista                       | Ranking | Preclasificada |
| Amina Anshba Anastasia Dețiuc | 162     | 1              |
| Katarzyna Piter Fanny Stollár | 225     | 2              |

## Campeonas

### Individuales femeninos
Ann Li venció a  Viktoriya Tomova por 6–3, 6–4

### Dobles femenino
Katarzyna Piter /  Fanny Stollár vencieron a  Angelica Moratelli /  Renata Zarazúa por 6–1, 4–6, [10–8]